# 486 (numero)
Quattrocentottantasei (486) è il numero naturale dopo il 485 e prima del 487.

## Proprietà matematiche
- È un numero pari.
- È un numero composto con i seguenti divisori: 1, 2, 3, 6, 9, 18, 27, 54, 81, 162, 243, 486. Poiché la somma dei suoi divisori (escluso il numero stesso) è 606 > 486, è un numero abbondante.
- È un numero di Harshad (in base 10), cioè è divisibile per la somma delle sue cifre.
- È un numero pratico.
- È un numero di Perrin.
- È un numero congruente.
- È parte delle terne pitagoriche (486, 648, 810), (486, 2160, 2214), (486, 6552, 6570), (486, 19680, 19686), (486, 59048, 59050).

## Astronomia
- 486 Cremona è un asteroide della fascia principale del sistema solare.
- NGC 486 è una galassia della costellazione dei Pesci.

## Astronautica
- Cosmos 486 è un satellite artificiale russo.